# Charles Delporte
Charles Jules Delporte, född 11 mars 1893 i Ixelles, död 1960 i Bryssel, var en belgisk fäktare.
Delporte blev olympisk guldmedaljör i värja vid sommarspelen 1924 i Paris.